# 粉红珍珠菜
粉红珍珠菜（学名：Lysimachia roseola）为报春花科珍珠菜属的植物，为中国的特有植物。分布在中国大陆的四川等地，生长于海拔2,000米的地区，多生在山坡路旁，目前尚未由人工引种栽培。